# Comuna Velîki Prîțkî, Kaharlîk
Velîki Prîțkî (în ucraineană Великі Прицьки) este o comună în raionul Kaharlîk, regiunea Kiev, Ucraina, formată din satele Dibrivka, Petrivske și Velîki Prîțkî (reședința).

## Demografie
Componența lingvistică a comunei Velîki Prîțkî
     Ucraineană (95,01%)
     Rusă (4%)
     Alte limbi (0,37%)
Conform recensământului din 2001, majoritatea populației comunei Velîki Prîțkî era vorbitoare de ucraineană (95,01%), existând în minoritate și vorbitori de rusă (4%).